# Asiccia lithosiana
Asiccia lithosiana là một loài bướm đêm trong họ Noctuidae.